# Podruhlí

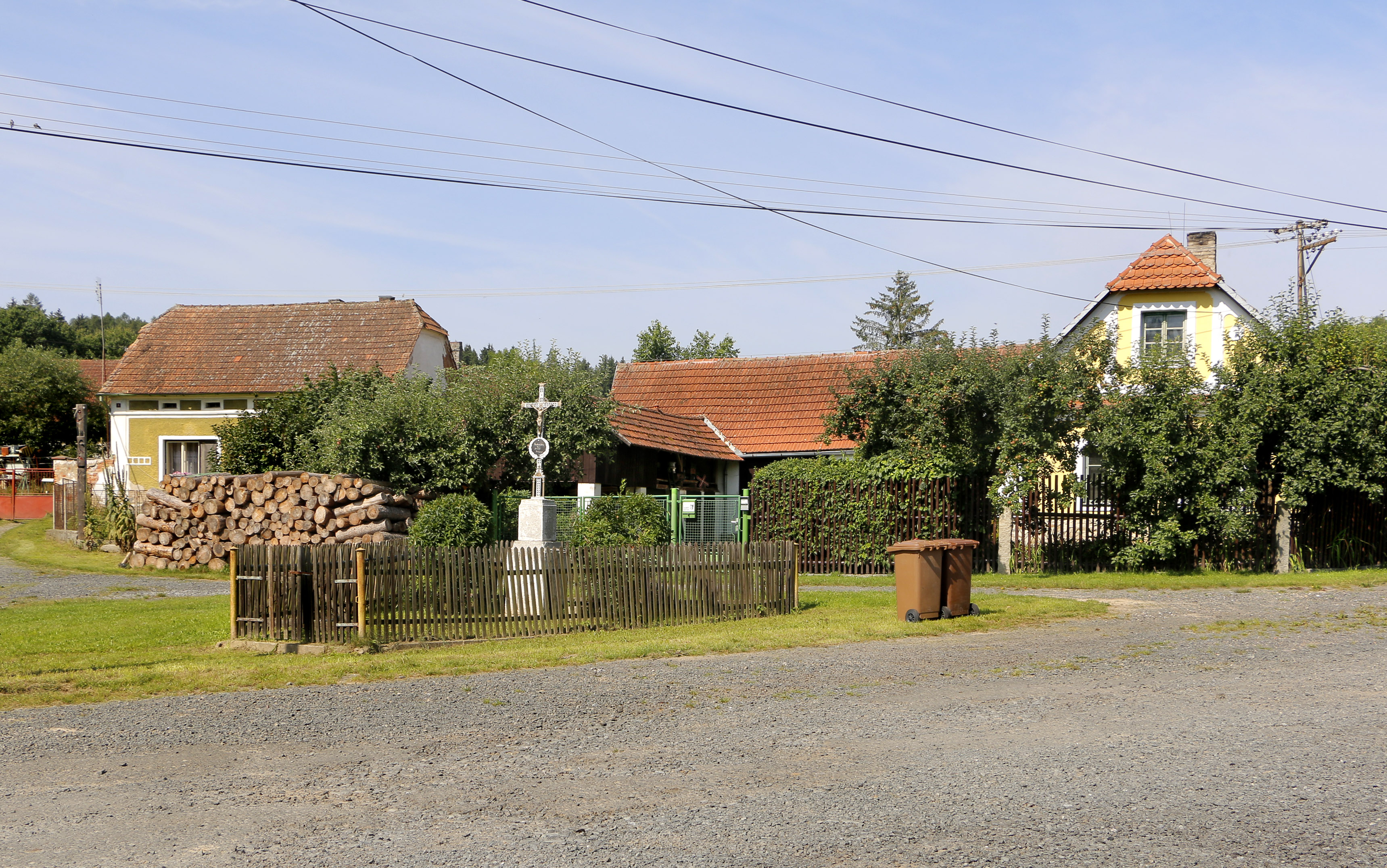
Podruhlí

Podruhlí (deutsch Podruchli) ist ein Ortsteil der Gemeinde Bělčice in Tschechien. Er liegt drei Kilometer südwestlich von Bělčice in Südböhmen und gehört zum Okres Strakonice.

## Geographie

### Geographische Lage
Podruhlí befindet sich rechtsseitig über dem Tal des Baches Kostratecký potok im Mittelböhmischen Hügelland. Gegen Nordosten liegt der Teich Podruhelský rybník, südöstlich der Mlýnsky rybník und im Nordwesten der Zdenínský rybník.
Nordöstlich erheben sich der Průhon (565 m), die Slavkovice (542 m) und der Drahenický vrch (615 m) sowie im Süden die Sádečná (503 m).

### Gemeindegliederung
Zu Podruhlí gehören die Ansiedlung Chaloupky sowie die Einschichten Na Hůrce und Vekfuk (Wegfuk).

### Nachbargemeinden
Nachbarorte sind Slavětín und Koupě im Norden, Hradčany und Drahenice im Nordosten, Chaloupky im Osten, Hostišovice, Žebrák und Černívsko im Südosten, Chobot, Nový Dvůr und Drahenický Málkov im Süden, Paračov, Lopatárna und Závišín im Südwesten, Hutě, Netušilův Mlýn und Újezdec im Westen sowie Bělčice und Vratečín im Nordwesten.

## Geschichte
Archäologische Funde belegen eine frühzeitliche Besiedlung des Gemeindegebietes. In den Wäldern um Podruhlí und Hostišovice wurden eine frühzeitliche Begräbnisstätte sowie altslawische Hügelgräber aufgefunden. Außerdem befinden sich am Kostratecký potok Reithalden von Goldseifen aus der Keltenzeit.
Die erste schriftliche Erwähnung von Podruhlí erfolgte 1224 als Besitz des Klosters St. Georg auf der Prager Burg. Im 14. Jahrhundert erwarben die Vladiken von Hostišovice das Gut. Sie besaßen auch die Feste Hůrce bei Podruhlí sowie die Burg Křikava. Zu ihnen gehörten u. a. Repuert von Křikava und danach Jan von Hostišovice. Die Burg Křikava wurde während der Hussitenkriege zerstört.
Adam Hynek Tluksa von Vrábí erwarb Hostišovice mit Hůrce im Jahre 1646 und schlug das Gut seiner Herrschaft Drahenice zu. Ende des 17. Jahrhunderts erwarben die Grafen Khan die Herrschaft von den Tluksa von Vrábí. Anschließend wechselten die Besitzer in rascher Folge. 1795 erwarb der Oberstlandmarschall Johann Prokop Graf Hartmann von Klarstein das Gut Drahenitz von Marie Elisabeth Reichsgräfin von Nostitz-Rieneck, geborene Kolowrat Krakowsky von Ugezd.
Im Jahre 1840 bestand Podruhly, aus 19 Häusern mit 154 Einwohnern. Pfarrort war Bieltschitz. Bis zur Mitte des 19. Jahrhunderts blieb Hoschowitz dem Allodialgut Drahenitz untertänig.
Nach der Aufhebung der Patrimonialherrschaften bildete Podruhly ab 1850 mit einem Ortsteil der Gemeinde Hostišovice in der Bezirkshauptmannschaft und dem Gerichtsbezirk Blatná. Im Jahre 1870 wurden die Grafen Lobkowicz Besitzer der Güter. Podruhlí löste sich 1919 los und bildete eine eigene Gemeinde. Im Zuge der Aufhebung des Okres Blatná wurde Podruhlí 1960 dem Okres Strakonice zugeordnet. 1964 erfolgte die Eingemeindung nach Hostišovice. Am 1. April 1976 wurde Hostišovice nach Bělčice eingemeindet. Podruhlí hatte im Jahre 1991 54 Einwohner. Beim Zensus von 2001 wurden 44 Personen und 28 Wohnhäuser gezählt.